# Нетецька Олена Анатоліївна
Нетецька Олена Анатоліївна — український політик. Народилася 27 жовтня 1972 р. у місті Макіївка Донецької області.

## Освіта
2004 р. — Донецький національний університет, економіко-правовий факультет, спеціальність — правознавство

## Трудова діяльність
1992–1997 рр. — секретар, інструктор відділу соціального захисту
1997–2002 рр. — інструктор оргвідділу, спеціаліст відділу правової та організаційно-масової роботи виконкому Радянського райради Макіївки
З 2002 р. — завідувач оргвідділу Макіївської міськради
2003–2005 рр. — заступник керівника апарату Донецької облдержадміністрації
З листопада 2005 р. — завідувачка відділу координації роботи депутатів та громадських приймалень Управління організаційно-партійної роботи Центрального апарату Партії регіонів
Народний депутат України 5-го скликання з кінця травня 2006 року. Обрана від Партії регіонів.
Народний депутат України 6-го скликання з 16 лютого 2011 року. Обрана від Партії регіонів (№ 226).
На виборах до Верховної ради 2012 року кандидат у народні депутати у окрузі № 2.